# Guido Alberto Fano

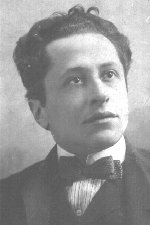
Guido Alberto Fano (1905)

Guido Alberto Fano (* 18. Mai 1875 in Padua; † 14. August 1961 in Tauriano di Spilimbergo) war ein italienischer Komponist, Dirigent und Pianist. 

## Leben
Fano begann seine musikalische Ausbildung neunjährig bei Vittorio Orefice. Vom sechzehnten bis zum neunzehnten Lebensjahr war er Klavierschüler von Cesare Pollini. 1894 ging er nach Bologna und studierte dort am Liceo Musicale Klavier, Komposition und Dirigieren bei Giuseppe Martucci, Harmonielehre, Kontrapunkt und Fuge bei Cesare Dall’Olio sowie Musikgeschichte und -ästhetik bei Luigi Torchi.
1897 unternahm er eine Studienreise nach Deutschland, wo er auch Richard Strauss kennenlernte. 1900 nahm er am Internationalen Rubinstein-Wettbewerb in Wien teil, wo er für die Fantasie für Klavier, die Sonate für Klavier und Violoncello und das Andante e Allegro con fuoco für Klavier und Orchester mit einer besonderen Erwähnung geehrt wurde.
1905 wurde Fano Direktor des Konservatoriums von Parma. Daneben wirkte er zwischen 1906 und 1908 als Operndirigent in Parma und in Reggio Emilia und führte u. a. Die Walküre, Lohengrin und Parsifal, Aida und La traviata auf. Von 1912 bis 1916 war er Direktor des Konservatoriums von Neapel, danach wirkte er als Dirigent in Palermo.
Im Jahr 1922 wurde Fano Klavierlehrer am Konservatorium von Mailand. Auf Grund der italienischen Rassengesetze verlor er 1938 die Stelle. Er verbrachte die Kriegsjahre mit seiner Familie versteckt in Fossombrone und Assisi und kehrte 1945 ans Mailänder Konservatorium zurück, wo er bis zu seinem Tod 1961 unterrichtete.
Neben Liedern (u. a. nach Texten von Boccaccio, Heine, Lamartine, Pascoli, D'Annunzio, Carducci) und Klavierwerken komponierte Fano Kammermusik, Kirchenmusik, Orchesterwerke sowie zwei Musikdramen.

## Werke
- L'enfant s'amuse für Klavier
- Sonatina für Klavier
- Quattro fantasie für Klavier
- Sonata für Klavier
- Imago e Solitudo für Klavier
- Rimembranze für Klavier
- Pagine d'album für Violine und Klavier
- Andante appassionato für Violine und Klavier
- Ansietà für Violine und Klavier
- Sonata für Cello und Klavier
- Due pezzi per violoncello e pianoforte
- Arcano für Violine, Cello und Klavier
- Klavierquintett
- Streichquartett
- Due pezzi per voce sola e piccola orchestra
- Andante e Allegro con fuoco für Klavier und Orchester
- Introduzione, Lento fugato, Allegro appassionato für Orchester
- Preludio sinfonico für Orchester
- La tentazione di Gesù, sinfonische Dichtung
- Due poemi für Stimme und großes Orchester
- Impressioni sinfoniche da Napoleone
- Astrea, Musikdrama für Solisten, Chor und Orchester (Libretto von Francesco Gaeta)
- Juturna, Musikdrama (Libretto von Ettore Tolomei nach der Aeneis)